# Шамшев, Фёдор Петрович
Шамшев Фёдор Петрович (27 апреля 1869 г. Новгородская губерния, Боровический уезд, село Долговое — 25 ноября 1959, Копенгаген) — участник Цусимского сражения и Первой мировой войны.

## Биография
Происходил из дворян Новгородской губернии. После окончания Морского корпуса в 1891 году — мичман. 6.12.1913 — Капитан 1-го ранга.
В Русско-японскую войну служил на броненосце «Орёл». Особо отличился во время минной атаки с японского авизо «Чихайя», когда старший артиллерийский офицер Шамшев, будучи несколько раз ранен, доблестно оставался на боевом посту в горящей рубке, пока не был сменён. За подвиги был награждён орденом Св. Владимира 4 степени с мечами и бантом.  В качестве командира учебного броненосца «Пётр Великий» принимал участие в Первой мировой войне, одновременно  занимая должность коменданта стратегически важного острова Нарген. По состоянию на 1933 год проживал в эмиграции в Дании.

## Семья
Отец Шамшев Пётр Васильевич. Брат Пётр. Две сестры Наталья и Александра. Дочь Татьяна.